# Dipartimento per i rapporti con il Parlamento e le riforme istituzionali
Il Dipartimento per i rapporti con il Parlamento e le riforme istituzionali era un dipartimento del governo italiano, incardinato presso la Presidenza del Consiglio dei ministri, istituito nel 2006 per svolgere le funzioni precedentemente assolte dal dipartimento per i rapporti con il Parlamento e dal dipartimento per le riforme istituzionali.

## Storia
Costituitosi durante il governo Prodi II, le deleghe relative al dipartimento furono conferite al ministro senza portafoglio Vannino Chiti (PD).
Le due strutture organizzative furono nuovamente separate durante il governo Berlusconi IV, all'interno del quale Elio Vito (PDL) assunse la carica di ministro senza portafoglio per i rapporti con il Parlamento, mentre Umberto Bossi (Lega Nord) quella di ministro senza portafoglio per le riforme e il federalismo.